# ایچی-گو ایچی-ای
ایچی-گو ایچی-یه (به ژاپنی: 一期一会) یک اصطلاح ژاپنی است که به غنیمت شمردن دیدار با افراد است. این اصطلاح بعضاً به معنای فقط برای اینبار و دوباره هیچ‌وقت و یک بار در زندگی است. این اصطلاح اغلب به افراد یادآوری می‌کند که باید قدر لحظاتی که در آن هستند را بدانند زیرا که بسیاری از ملاقات‌ها در زندگی تکرار نمی‌شوند، حتی اگر گروه مشابهی از افراد بتوانند دوباره گردهم بیایند، یک دیدار مشخص دوباره تکرارشدنی نیست و بنابراین هر لحظه فقط یکبار در زندگی رخ می‌دهد.